# Mořina
Mořina je obec v okrese Beroun, asi 11 km východně od Berouna. Žije zde 937 obyvatel.

## Historie
První zmínka o obci se nachází v historických pramenech v roce 1338, kdy si Štěpán z Tetína se svolením krále Jana Lucemburského směnil statek s řádem křižovníků s červenou hvězdou. Dále tento dvorec se čtyřmi lány polností vlastnil král Karel IV., který jej pronajímal na doživotí svým oblíbeným výtvarným umělcům: roku 1360 to byl malíř Mikuláš Wurmser ze Štrasburku a roku 1367 mistr Theodorik. Za krále Václava IV. pronájmy pokračovaly. Farní kostel sv. Stanislava se připomíná od poloviny 14. století.

### Územněsprávní začlenění
Dějiny územněsprávního začleňování zahrnují období od roku 1850 do současnosti. V chronologickém přehledu je uvedena územně administrativní příslušnost obce v roce, kdy ke změně došlo:
- 1850 země česká, kraj Praha, politický okres Smíchov, soudní okres Beroun[4]
- 1855 země česká, kraj Praha, soudní okres Beroun
- 1868 země česká, politický okres Hořovice, soudní okres Beroun
- 1936 země česká, politický i soudní okres Beroun[5]
- 1939 země česká, Oberlandrat Kolín, politický i soudní okres Beroun[6]
- 1942 země česká, Oberlandrat Praha, politický i soudní okres Beroun[7]
- 1945 země česká, správní i soudní okres Beroun[8]
- 1949 Pražský kraj, okres Beroun[9]
- 1960 Středočeský kraj, okres Beroun
- 2003 Středočeský kraj, okres Beroun, obec s rozšířenou působností Beroun

### Rok 1932
Ve vsi Mořina (přísl. Dolní Roblín, 716 obyvatel, katol. kostel) byly v roce 1932 evidovány tyto živnosti a obchody: lékař, holič, 6 hostinců, 2 koláři, konsum Včela, 2 kováři, vápencový lom, obuvník, obchod s ovocem a zeleninou, pekař, 4 rolníci, 2 řezníci, 5 obchodů se smíšeným zbožím, Spořitelní a záložní spolek v Mořině, trafika, truhlář.

## Přírodní poměry
Jižně od vesnice zasahuje do katastrálního území Mořina malá část národní přírodní rezervace Karlštejn a lomy Velká Amerika, Malá Amerika a Mexiko.

## Pamětihodnosti
- Turisticky Mořina láká především jako výchozí bod ke známým lomům, z nichž ten nejnavštěvovanější, Velká Amerika, se nachází pouhý 1 km západně od obce.
- Dalším místem k návštěvě je Židovský hřbitov v Mořině založený r. 1735-36, jehož nejstarší dochovaný náhrobek pochází z roku 1741[11].
- Na návsi stojí původně gotický kostel sv. Stanislava založený císařem Karlem IV. v roce 1353, který byl v 18. století barokně přestavěn[12].
- U tohoto kostela rostou dvě památné lípy malolisté o stáří 200 a 100 let a obvodech kmenů 470 a 230 cm. Lípy jsou chráněnými památnými stromy[12].
- Směrem na jihozápad lze dojít k hradu Karlštejn.
- Obytná budova zemědělského dvora čp. 28

## Části obce
Obec Mořina se skládá ze tří částí na dvou katastrálních územích:
- Dolní Roblín (leží v k. ú. Mořina)
- Mořina (i název k. ú.)
- Trněný Újezd (i název k. ú.)

## Doprava
Dopravní síť
- Pozemní komunikace – Do obce vedou silnice III. třídy.
- Železnice – Železniční trať ani stanice na území obce nejsou. Nejblíže je železniční stanice Karlštejn ve vzdálenosti 4 km na trati 171 Praha - Beroun. Území obce protíná železniční vlečka ze stanice Nučice do lomů Mořina.

Veřejná doprava 2011
- Autobusová doprava – V obci měly zastávku autobusové linky 311 Praha,Zličín – Mořina – Řevnice a 313 Praha–Mořina, Trněný Újezd – Černošice (denně mnoho spojů), linka Mořina–Řevnice (v pracovních dnech 3 spoje) (dopravce Veolia Transport Praha), linka Mořinka–Beroun (v pracovních dnech 8 spojů) (dopravce PROBO BUS).

## Další fotografie

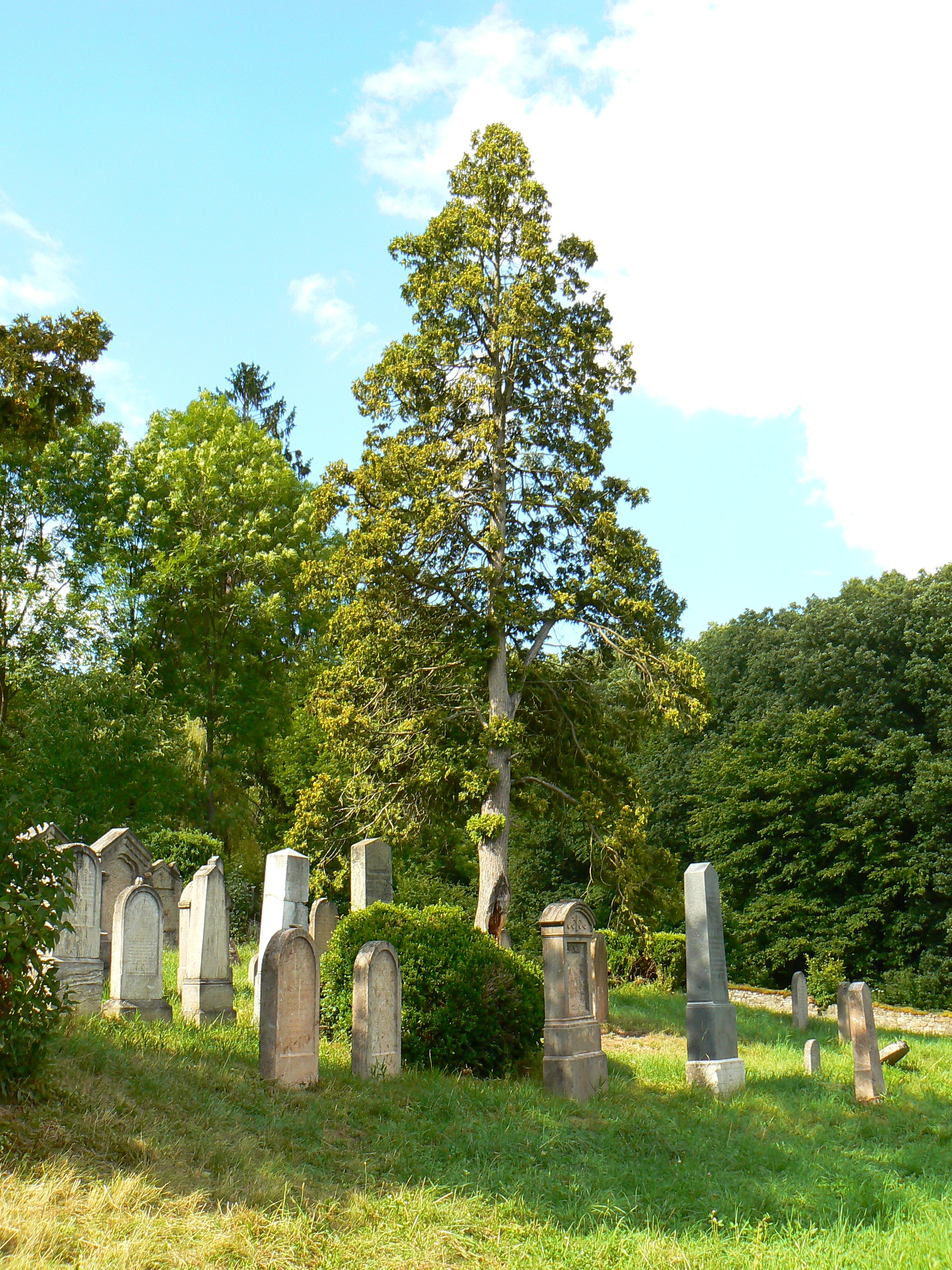
Židovský hřbitov
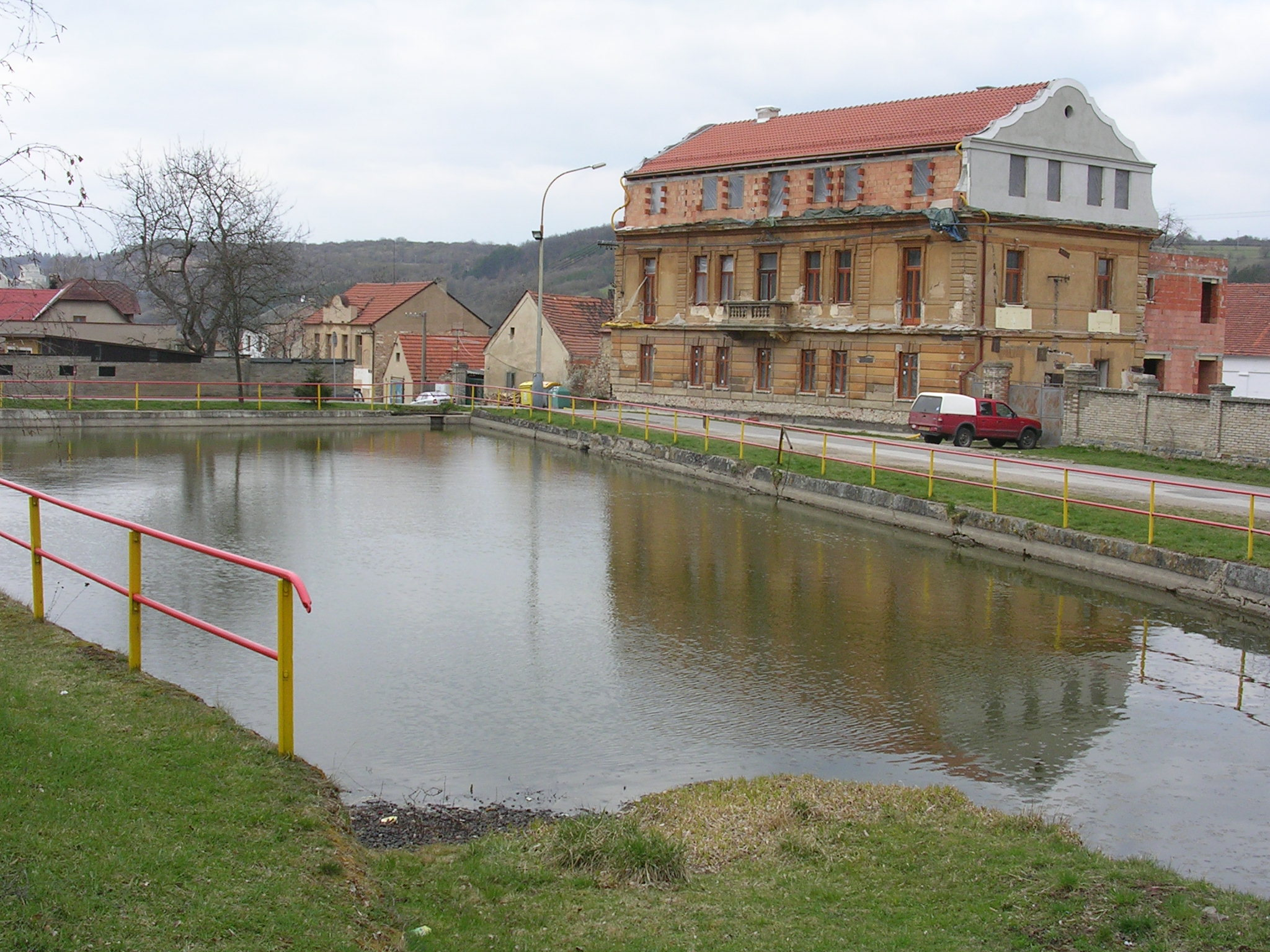
Nádrž na návsi
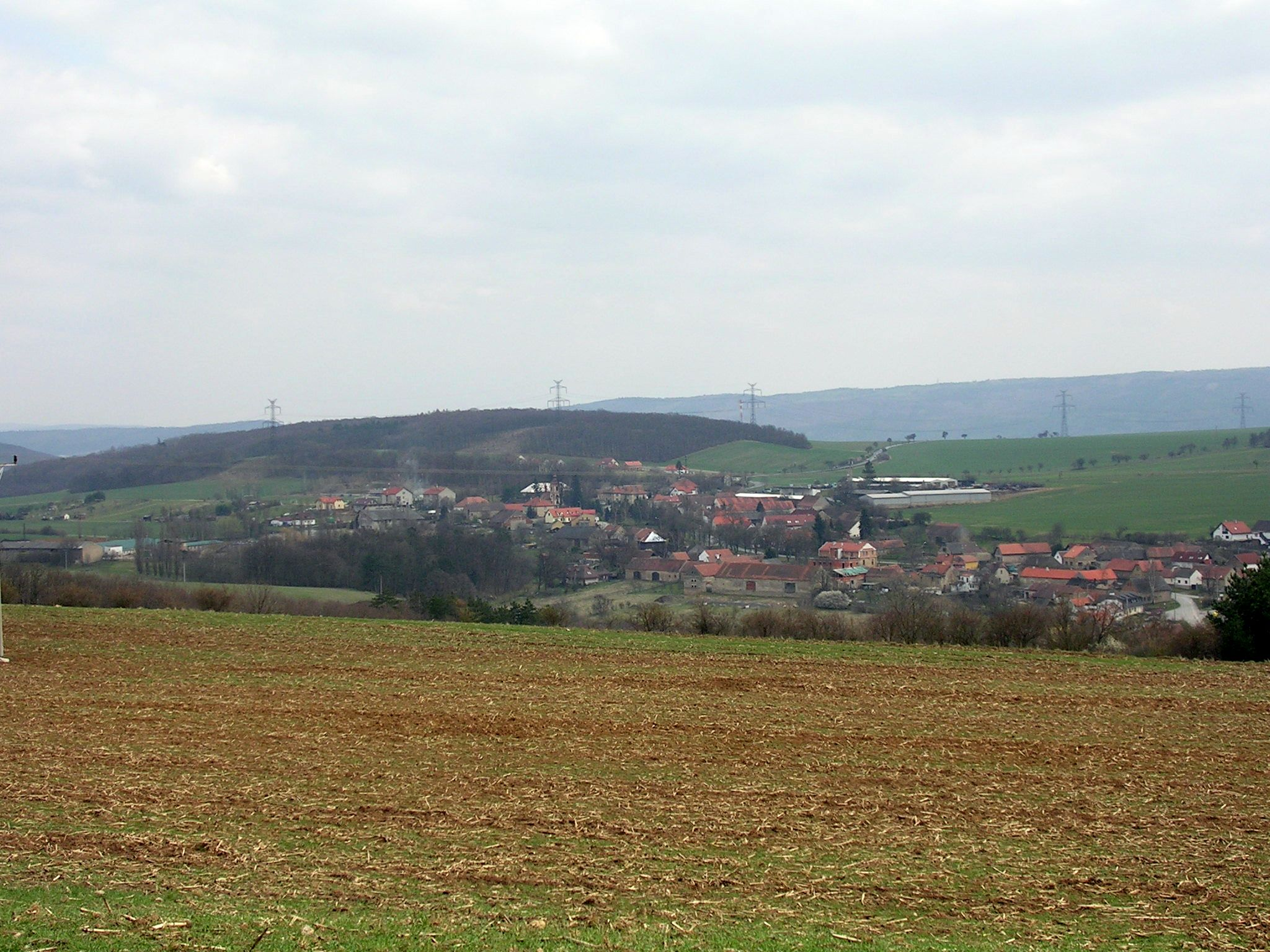
Mořina od Velké Ameriky
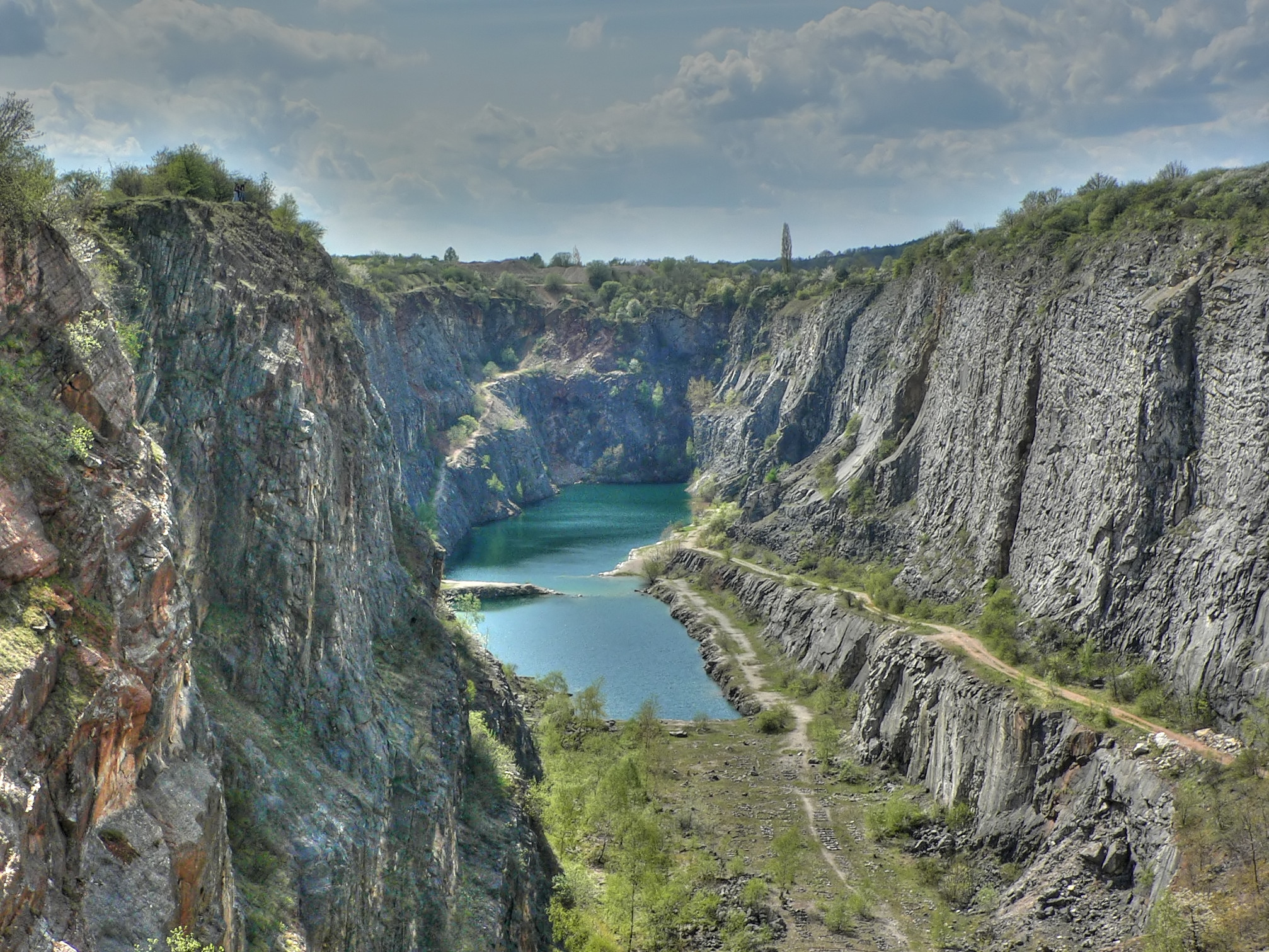
Lom Velká Amerika
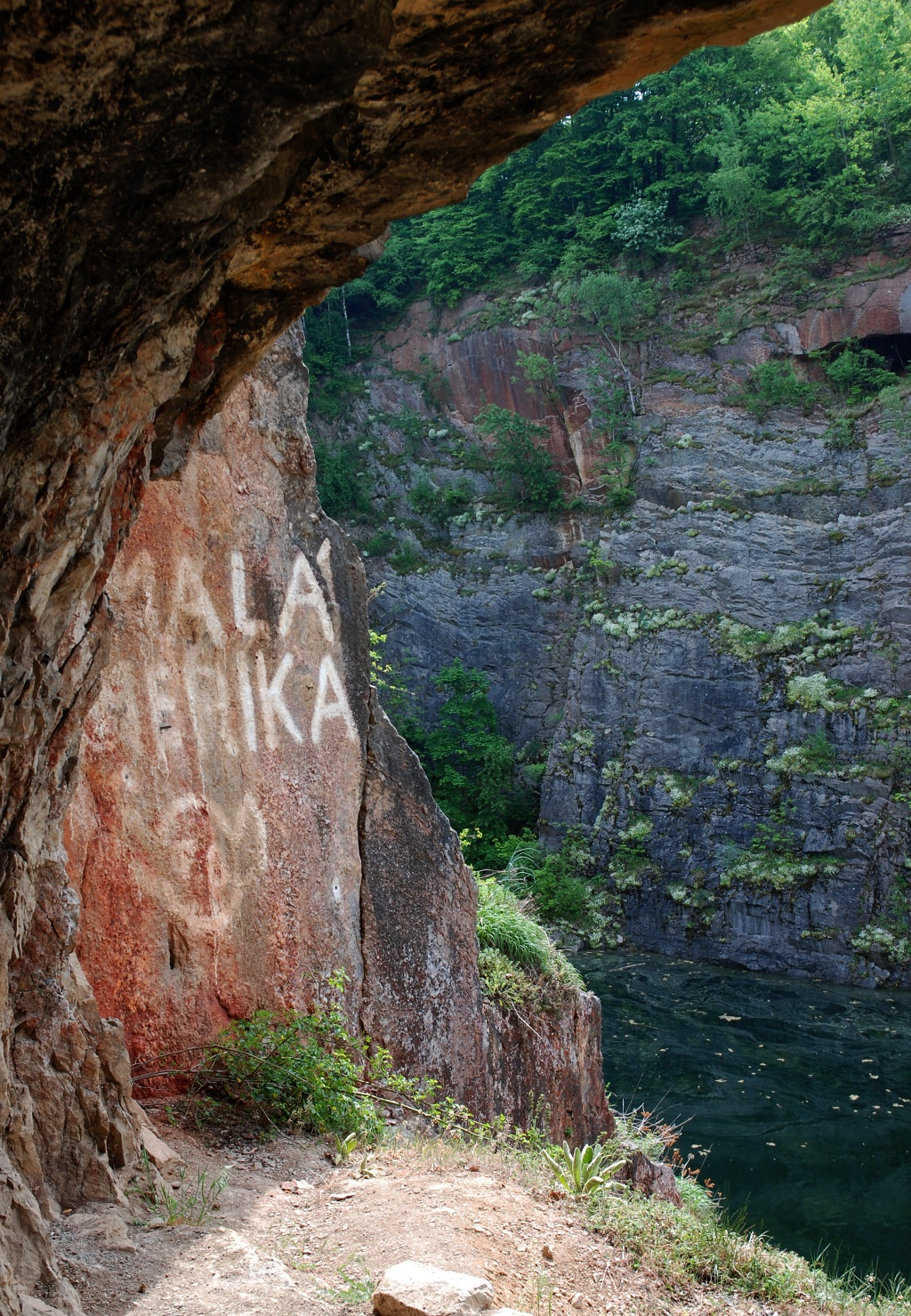
Lom Malá Amerika
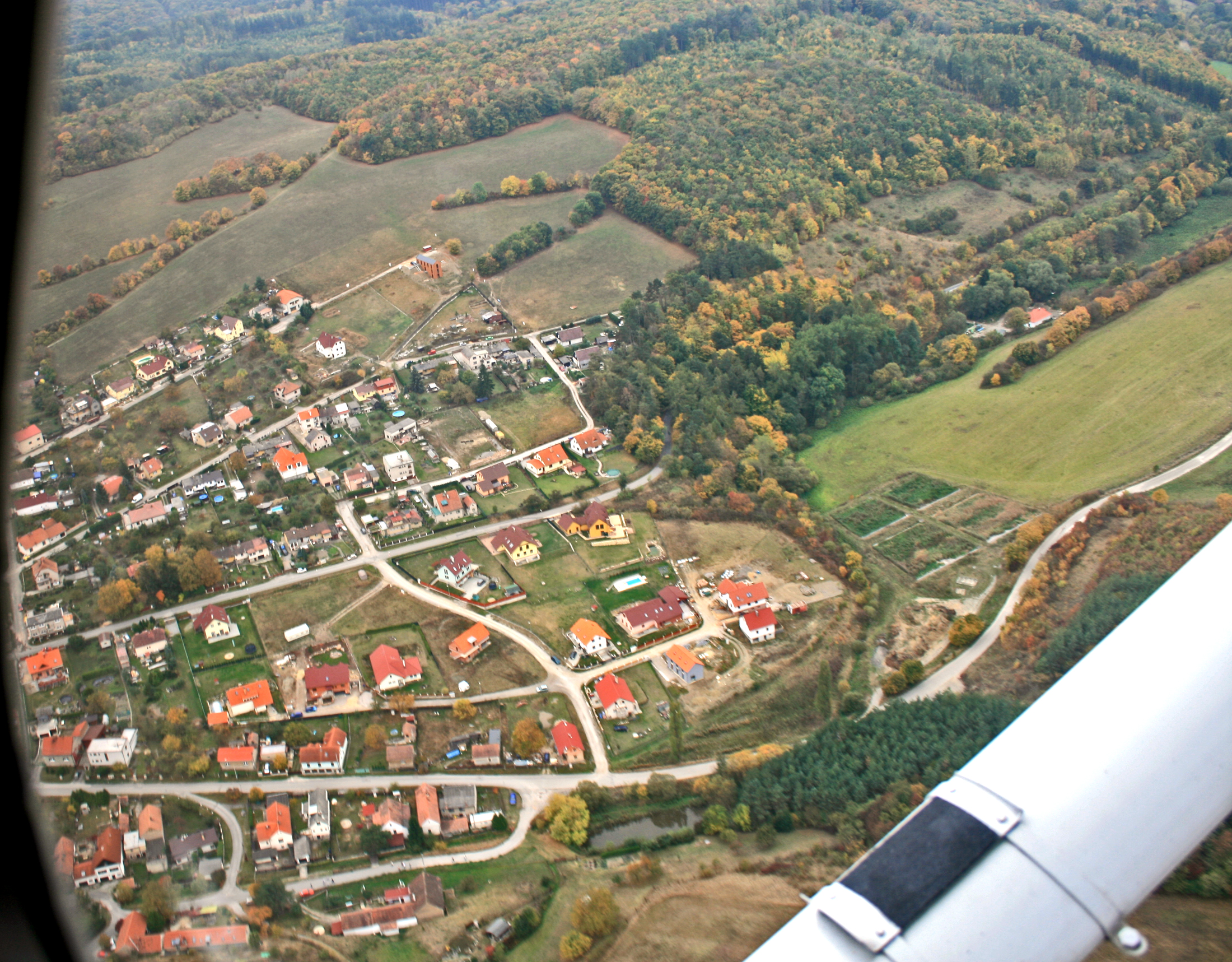
Letecký snímek